# Globe Flower Lake
Globe Flower Lake är en sjö i Kanada.   Den ligger i provinsen British Columbia, i den sydvästra delen av landet, 3 700 km väster om huvudstaden Ottawa. Globe Flower Lake ligger 1 464 meter över havet. Den ligger vid sjöarna  Limestone Lake och Marsh Marigold Lake.
I omgivningarna runt Globe Flower Lake växer i huvudsak barrskog. Trakten runt Globe Flower Lake är nära nog obefolkad, med mindre än två invånare per kvadratkilometer.